# Percy's Wooing
Percy's Wooing è un cortometraggio muto del 1913 diretto da Pat Hartigan. Tra gli interpreti, Ruth Roland a fianco di Marshall Neilan in uno dei numerosi film dove fecero coppia fissa per la Kalem.

## Produzione
Il film, prodotto dalla Kalem Company, fu girato in California, a Santa Monica.

## Distribuzione
Distribuito dalla General Film Company, il film - un cortometraggio di 150 metri - uscì nelle sale cinematografiche statunitensi il 7 giugno 1913. Nelle proiezioni, veniva programmato con il sistema dello split reel, accorpato in un'unica bobina con un altro cortometraggio prodotto dalla Kalem, la commedia When Women Are Police.